# Jan Willem Berix

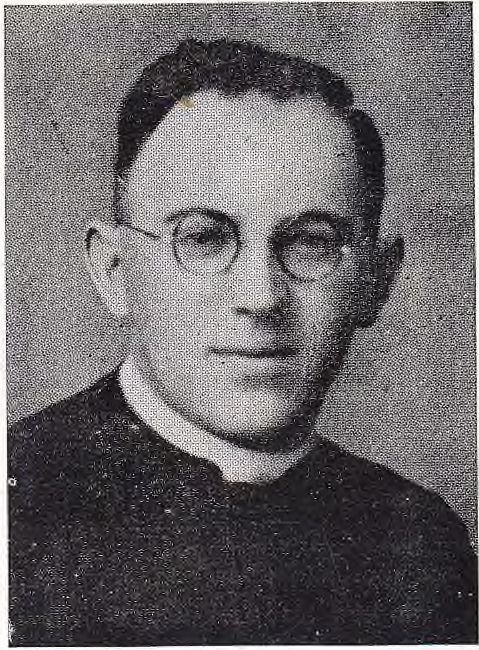
Gulielmus (Giel) Berix

Jan Willem Berix, im niederländischen Widerstand Giel genannt (* 12. April 1907 in Meers bei Stein; † 13. März 1945 im KZ Bergen-Belsen), war ein niederländischer Widerstandskämpfer während des Zweiten Weltkriegs. Giel ist die regionale Form seines Vornamens Willem bzw. Taufnamens Gulielmus.
Berix machte 1927 Abitur am Bisschoppelijk College in Sittard und studierte anschließend zwei Jahre Philosophie am Klein Seminarie in der ehemaligen Abtei Rolduc in Kerkrade und dann vier Jahre Theologie am Theologischen Seminar in Roermond. Nach seiner Priesterweihe am 1. April 1933 wurde er am 10. September jenes Jahres zum Kaplan der Pfarrgemeinde Sint Pancratius in Heerlen ernannt. Dort war er für die Jugendarbeit verantwortlich und wurde Direktor der jongens congregatie (Jungengemeinde) und auch geistlicher Berater der katholischen Pfadfindergruppe Sint Paulus. Er war ferner für die Unterstützung der Armen und Benachteiligten in der Pfarrgemeinde verantwortlich. Später wurde eine Seitenstraße des Tempsplein in Heerlen nach ihm benannt: die Kapl Berixstraat.

## Widerstand
Von Beginn der Besetzung war Kaplan Berix an der Organisation des Widerstands beteiligt. In den Jahren 1941 und 1942, bevor es in Heerlen eine übergreifende Struktur des Widerstandes gab, waren dort einige Gruppen und Einzelpersonen in der Hilfe an Verfolgte, besonders Juden, aber auch Kommunisten und Links-Sozialisten, aktiv. Mitte Mai 1942 kamen noch die Berufsoffiziere dazu, die wieder in Kriegsgefangenschaft gehen sollten. Kaplan Berix und der Polizist De Koning hatten es auf sich genommen, Gastfamilien für sie zu finden. Berix organisierte im Frühjahr 1943 zusammen mit einigen Ärzten Aufklärungstreffen für junge Männer, um sie darüber zu informieren, wie sie Freistellungen von der Zwangsarbeit in Deutschland bekommen konnten.

### Strukturierung
Durch die Steigerung der Anzahl von Untergetauchten wurde die Ernährung das große Problem. Eine Lösung kam erst in Sicht, als sein Kollege Nic Prompers ihn im Frühjahr 1943 bat, sich an der Gründung einer Abteilung Heerlen der Landelijke Organisatie voor Hulp aan Onderduikers (L.O., Landesweite Organisation für Hilfe an Untergetauchte) zu beteiligen. Der sogenannte District Mijnstreek (Distrikt Kohlerevier) wurde gegründet. Prompers kämpfte mit einer schwachen Gesundheit und wurde außerdem zum Seelsorger des Krankenhauses ernannt. Deswegen übernahm Berix im September 1943 Prompers’ Aufgabe als Distriktsleiter. Er baute eine Organisation mit Rayonchefs (Unterdistriktleitern) auf, die ihrerseits für jedes Dorf bzw. jedes Stadtviertel einen Verantwortlichen ernannten, der dafür sorgte, dass schnell Verstecke gefunden werden konnten, und der Geld, Lebensmittelkarten und Personalausweise besorgte und verteilte. Sein Haus in der Nobelstraat 23 wurde zu einem zentralen Punkt, von dem aus alles per Telefon und Kurier arrangiert wurde.

## Verhaftung
Am 21. Juni 1944 wurde Berix nach einem Verrat des unter deutschen Druck geratenen Dokumentenfälschers Bob Jesse, während eines Treffens der Limburger LO-Spitze in einem Kloster in Weert gemeinsam mit Jan Hendrikx, Jac Naus, Guus Hermans, Jacques Knops und Sef Mulders festgenommen. W.H.M. Jansen, Theo van Helvoort, J.A. Dijker, C. van Sambeek und Joe Russel konnten fliehen. Der sadistische Verhörspezialist Richard Nitsch hatte dem überarbeiteten Jesse eine jüdische Mutter mit ihrem Kind gegenübergestellt und damit gedroht, diesem Kind im Beisein der Mutter nach und nach jeden Knochen zu brechen, wenn er nicht aussagte. Berix wurde mit seinen Leidensgenossen ins KZ Vught gebracht, wo er während der Verhöre durch Richard Nitsch schwer misshandelt wurde. Am 6. September 1944 wurde Kaplan Berix in einem Güterwagen in das KZ Sachsenhausen bei Oranienburg gebracht (nicht zu verwechseln mit dem 1934 geschlossenen KZ Oranienburg). Dort war er in der Flugzeugfabrik der Heinkel-Werke Oranienburg beschäftigt. Er wurde mit Ruhr infiziert und ins Lazarett gebracht. Er erholte sich zunächst, kehrte aber gebrochen ins Lager zurück. Er wurde schließlich in das Konzentrationslager Bergen-Belsen gebracht, wo er einen Monat vor seinem 38. Geburtstag den Strapazen erlag. Sein Nachfolger als Distriktsleiter war Jan Keulen.

## Gedenken

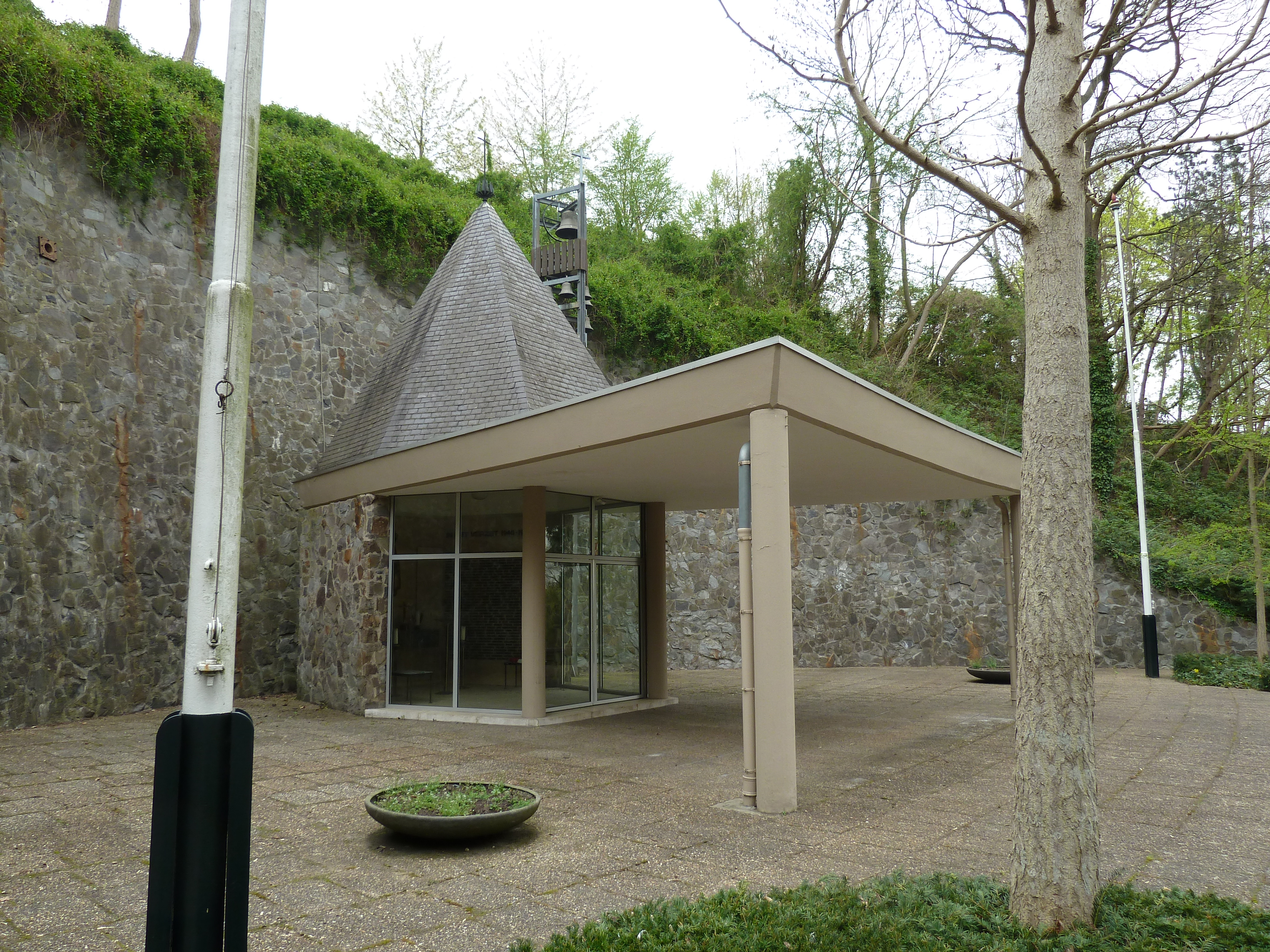
Valkenburg an der Göhl – Widerstandsdenkmal der Provinz Limburg auf dem Cauberg

Am 2. September 1956 enthüllte Bürgermeister Corten in seinem Heimatdorf Meers ein Denkmal zum Gedenken an Kaplan Berix. Das Denkmal ist eine Berix-Büste  auf einem Sockel nach einem Entwurf des Maastrichter Bildhauers Charles Vos. Der Errichtung war eine Initiative von Ehemaligen des Regiments Stoottroepen Prins Bernhard, einer Armeeeinheit, die aus dem Widerstand hervorgegangen ist, vorangegangen. Der Text am Denkmal lautet übersetzt:
Niemand hat
größere Liebe
als der, der sein
Leben gibt
für seine
Freunde
(Joh 15,13 )
Eine Gedenktafel listet die Namen von dreizehn Kriegsopfern aus Stein auf.
Sein Name steht auch auf dem Denkmal auf dem Cauberg für die im Zweiten Weltkrieg in der Provinz Limburg (Niederlande) gefallenen Mitglieder des Widerstandes. An den Wänden stehen die Namen von 324 Widerstandskämpfern und ‑kämpferinnen aus der ganzen Provinz.
Nach dem Krieg beschloss die Gruppe Sint Paulus der römisch-katholischen Pfadfinder in Heerlen, deren Seelsorger er gewesen war, ihren Namen zu ändern. Die Gruppe hieß fortan Kapelaan Berixgroep, seit 1974 Scouting Kapelaan Berix.